# 339. Infanterie-Division (Wehrmacht)
La 339. Infanterie-Division fu una divisione dell'esercito tedesco attiva durante la seconda guerra mondiale che venne creata nel 1940 e fu schierata lungo il fronte orientale dove fu sciolta nel 1943.

## Storia
La divisione fu costituita il 15 dicembre 1940, in Turingia. Nel maggio 1941 fu spostata al confine con l'Unione Sovietica e dopo l'operazione Barbarossa fu schierata, ad agosto, nell'area retrostante all'Heersgruppe Mitte, vicino a Vitebsk e Bobruisk, in Bielorussia. Dal gennaio 1942 al gennaio 1943 combatté nelle battaglie di Rzev, attorno a Bryansk e nell'estate del 1943 combatté nella battaglia di Kursk. Il 2 novembre 1943 subì pesanti perdite sul Dnepr, fu così sciolta ed i suoi resti formarono il Divisionsgruppe 339 che insieme ad altre unità formò il Korps-Abteilung "C", nella 4. Panzerarmee.

## Ordine di battaglia
- Infanterie-Regiment 691
- Infanterie-Regiment 692
- Infanterie-Regiment 693
- Artillerie-Abteilung 339
- Pionier-Bataillon 339
- Feldersatz-Bataillon 339
- Panzerjäger-Abteilung 339
- Divisions-Bataillon 339
- Divisions-Nachrichten-Abteilung 339
- Divisions-Nachschubführer 339[1]

## Decorazioni
Alcuni soldati della 339. Infanterie-division furono premiati per le loro azioni in guerra:
- Croce Tedesca
  - in oro: 2
- Croce di Cavaliere della croce di ferro: 1
- Distintivo per combattimenti ravvicinati:
  - in bronzo: 1

## Comandanti
- Generalleutnant Georg Hewelke (15 dicembre 1940 - gennaio 1942)
- Generalleutnant Kurt Pflugradt (8 gennaio 1942 - 8 dicembre 1942)
- Generalmajor Martin Ronicke (8 dicembre 1942 - 1° ottobre 1943)
- Generalmajor Wolfgang Lange (1° ottobre 1943 - 2 novembre 1943)[1]